# Канзас-Сити (фильм)
Канзас-Сити (англ. Kansas City) — фильм американского режиссёра Роберта Олтмена, снятый в стиле ретро о временах джаза и гангстеров в Америке.

## Сюжет
Во второй половине дня перед первичными выборами Демократической партии 1934 года в Канзас-Сити мелкий вор Джонни О'Хара проваливает ограбление Шипшана Рэда, богатого чернокожего игрока, который раз в полгода ездил в клуб «Эй-Эй», джаз-клуб местной черной мафии, вор в законе «Seldom Seen». и казино. В знак уважения к весьма прибыльному клиенту Реддом похищает самого Джонни и держит его в клубе «Эй-Эй», где он читает Джонни монологи о расизме и размышляет, как лучше его наказать. Джазовые выступления Канзас-Сити в клубе Hey Hey перемежаются с большей частью фильма.
Блонди О'Хара, жена Джонни, одержимая Джин Харлоу , отчаянно ищет способ добиться освобождения Джонни. Она решает похитить Кэролайн Стилтон, жену местного политика Генри Стилтона, используя его участие в предстоящих выборах, чтобы заставить его освободить Джонни. Блонди без особого сопротивления похищает Кэролайн в особняке Стилтонов. Она обнаруживает, что Кэролайн попала в ловушку брака без любви и лелеет пристрастие к лаудануму , чтобы справиться с эмоциональной дистанцией мужа. Кэролин находит преданность Блонди своему мужу достойной восхищения, и между ними зарождается незначительная дружба, когда они путешествуют по городу и убегают от предупрежденной полиции.
Когда Блонди рассказывает Генри о похищении, он разрывается между обязательствами, которые он испытывает по отношению к своей жене, и рисками, связанными с его кампанией по переизбранию. Как член политической машины Пендергаста , он заручается помощью ее босса Томаса Пендергаста, который соглашается косвенно связаться с Селдомом. Утром в день выборов Блонди пытается спрятать Кэролайн в баре, принадлежащем ее брату (по иронии судьбы он является хиллером из прихода Пендергаста , которому поручено платить местным бродягам и наркоманам за голосование), но он понимает, кто такая Кэролайн, и прогоняет их. Когда Селдом объявляет о своем решении убить Джонни, последний предлагает отдать себя в рабство Селдому.

Вечером Блонди и Кэролин наконец возвращаются в дом О'Хара, из которого накануне похитили Джонни. Генри удается освободить Джонни, но Селдом и его гангстеры стреляют и калечат его, прежде чем перевернуть, и он падает в обморок и умирает, как только входит в дом. Пока Блонди плачет над его телом, Кэролин хватает пистолет и застреливает Блонди. Она выходит из дома и садится в машину Генри. Он с тревогой спрашивает ее, в порядке ли она, но она не отвечает.